# Nils Fougstedt
Nils Fougstedt, född 1881 i Stockholm, död 1954 i Stockholm, var en svensk konsthantverkare, skulptör, illustratör och dekoratör.
Han var son till Lorenz Fougstedt och Ingeborg Pettersson och bror till Arvid Fougstedt. Han arbetade inte minst med konsthantverk i tenn och inspirerade bland andra Estrid Ericson att ägna sig åt tennarbeten. Tillsammans med henne grundade han också Svenskt Tenn 1924. Som illustratör medverkade han med teckningar i några Stockholmstidningar. Fougstedt finns representerad vid Nationalmuseum i Stockholm.
Han är begravd på Boo kyrkogård i Nacka.